# A zongorista (film)
A zongorista (eredeti cím: The Pianist) Roman Polański 2002-ben bemutatott, francia-német-brit-lengyel koprodukcióban készített filmje, melyben Władysław Szpilman önéletrajzi regényét dolgozta fel. 
Premierjét 2002-ben az 55. Cannes-i Fesztiválon tartották, ahol elnyerte az Arany Pálma díjat.

## A film cselekménye
A film egy szegény származású lengyel zsidó zongorista, Władysław Szpilman igaz történetét meséli el, aki a második világháború alatt Varsóban lakott. Miután a nácik elfoglalták a várost, a zsidókat gettóba zárták, ahol rettenetes életkörülmények uralkodtak: mindenütt halottak hevertek, és arra kényszerítették az embereket, hogy származásukat jelző karszalagot viseljenek.
A gettóban titokban röpcédulákat terjesztettek, Szpilman is rendszeresen találkozott egy ellenállócsoport tagjaival mindaddig, amíg a nácik le nem mészárolták őket. Szpilman, akinek családját deportálták, munkásként dolgozhatott. Eközben megpróbált fegyvereket szállítani a németekkel szembeszálló zsidó bajtársai részére. Az összecsapás kegyetlensége mély nyomokat hagyott a zenészben. Bujkálni kényszerült, melynek során bátor családok segítették, időről időre élelemmel látták el, vigyázva nehogy a nácik gyanúját felkeltsék. Amikor az oroszok már Varsó bevételéhez készülődtek, Szpilman súlyosan megbetegedett. Az éhségtől és szomjúságtól haldokolva annyi ereje sem maradt, hogy egy konzervet kinyisson. A németek elől egy padlásra rejtőzött.
Végül egy német tiszt rátalált; Szpilman azt hitte, vége az életének. A tiszt azonban ételt és italt adott neki. Cserébe zongoráznia kellett az ugyancsak zeneszerető németnek. Amikor az oroszok megérkeztek a városba, a nagylelkű katona – miután télikabátját nekiajándékozta a zongoristának, hogy az meg ne fagyjon – csapataival együtt hátravonult. Szpilman nagyon megörült, amikor látta a lengyel katonákat közeledni, azonban ők németnek hitték és rálőttek. A zongoristának végül is sikerült kiabálva tudatni megmentőivel, hogy ő egy súlyosan sebesült, bujkáló, lengyel zsidó. Később Szpilmannak egyik barátja elmeséli, hogy találkozott egy német katonával, bizonyos Wilm Hosenfelddel, aki segítette őt a nehéz varsói időszakában, Szpilman azonban már nem tudta meghálálni a háború alatt kapott nagylelkűséget.

## Szereposztás
| Színész            | Szerep                  | Magyar hang      |
| ------------------ | ----------------------- | ---------------- |
| Adrien Brody       | Władysław Szpilman      | Viczián Ottó     |
| Emilia Fox         | Dorota                  | Ullmann Mónika   |
| Michal Zebrowski   | Jurek                   | Seszták Szabolcs |
| Ed Stoppard        | Henryk                  | Rajkai Zoltán    |
| Frank Finlay       | Apa                     | Tolnai Miklós    |
| Maureen Lipman     | Anya                    | Hámori Ildikó    |
| Jessica Kate Meyer | Halina                  | Szinetár Dóra    |
| Julia Rayner       | Regina                  | Zakariás Éva     |
| Richard Ridings    | Lipa úr                 | Bácskai János    |
| Daniel Caltagirone | Majorek                 | Czvetkó Sándor   |
| Valentine Pelka    | Dorota férje            | Harmath Imre     |
| Thomas Kretschmann | Wilm Hosenfeld százados |                  |

## Érdekességek
A főszereplő kézdublőre, egyben a filmben elhangzó zongorafelvételek többségének előadója Janusz Olejniczak lengyel zongoraművész volt.

## Díjak és jelölések

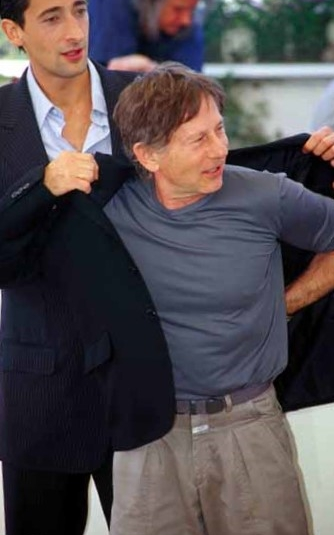
Adrien Brody és Roman Polański Cannes-ban

- 2002: Arany Pálma a cannes-i fesztiválon
- 2002: BAFTA-díj (7 jelölésből 2 elismerés):
  - legjobb film
  - David Lean-díj a rendezésért: Roman Polański
- 2003: César-díj (10 jelölésből 7 elismerés):
  - legjobb film
  - legjobb színész – Adrien Brody
  - legjobb rendező – Roman Polański
  - legjobb filmzene – Wojciech Kilar
  - legjobb operatőr – Pawel Edelman
  - legjobb díszlet – Allan Starski
  - legjobb hang – Jean-Marie Blondel, Gerard Hardy, Dean Humphreys
- 2003: Oscar-díj (7 jelölésből 3 elismerés):
  - Legjobb rendező: Roman Polański
  - Legjobb férfi főszereplő: Adrien Brody
  - Legjobb adaptált forgatókönyv: Ronald Harwood

További díjak és elismerések:
- 2002: Bostoni Filmkritikusok Szövetsége díja – legjobb színész, legjobb rendező, legjobb fényképezés
- 2002: Európai Filmdíj – legjobb fényképezés
- 2002: San Franciscoi Filmkritikusok Körének díja – legjobb fényképezés
- 2003: Amerikai Rendezők Céhének díja – kiemelkedő rendezői mű a mozgókép kategóriában
- 2003: Bermudai Nemzetközi Filmfesztivál – közönségdíj
- 2003: David di Donatello-díj (Olaszország) – legjobb külföldi film
- 2003: Eagle-díj (Lengyelország) (13 jelölésből 8 díj) – legjobb film, legjobb rendezés, legjobb fényképezés, legjobb vágás, legjobb filmzene, legjobb látványterv, legjobb hang, legjobb kosztümterv
- 2003: Filmírók Köre (Spanyolország) CEC díja – legjobb külföldi film
- 2003: Filmkritikusok Nemzeti Szövetségének (NSFC) (USA) díja – legjobb színész, legjobb rendező, legjobb film, legjobb forgatókönyv
- 2003: Fotogramas de Plata – legjobb külföldi film
- 2003: Goya-díj – legjobb európai film
- 2003: Harry-díj
- 2003: A Japán Filmakadémia díja – legjobb külföldi film
- 2003: Nikkan Sports Film díja – legjobb külföldi film
- 2003: Norvég Nemzetközi Filmfesztivál – ökumenikus film díja
- 2003: Olasz Filmújságírók Országos Testületének ezüst szalag díja – legjobb rendező (külföldi film)
- 2004: Cseh Oroszlán-díj: legjobb külföldi film
- 2004: Kinema Junpo-díj – legjobb külföldi film, olvasók szavazata díj
- 2004: Mainichi Film Concours díja – legjobb külföldi film, olvasók szavazata díj